# Голгоча
Голгоча (укр. Голгоча) — село в Подгаецкой городской общине Тернопольского района Тернопольской области Украины.
До 2020 года входило в Подгаецкий район.
Население по переписи 2001 года составляло 2144 человека. Занимает площадь 40,535 км². Почтовый индекс — 48024. Телефонный код — 3542.